# Kivalliq

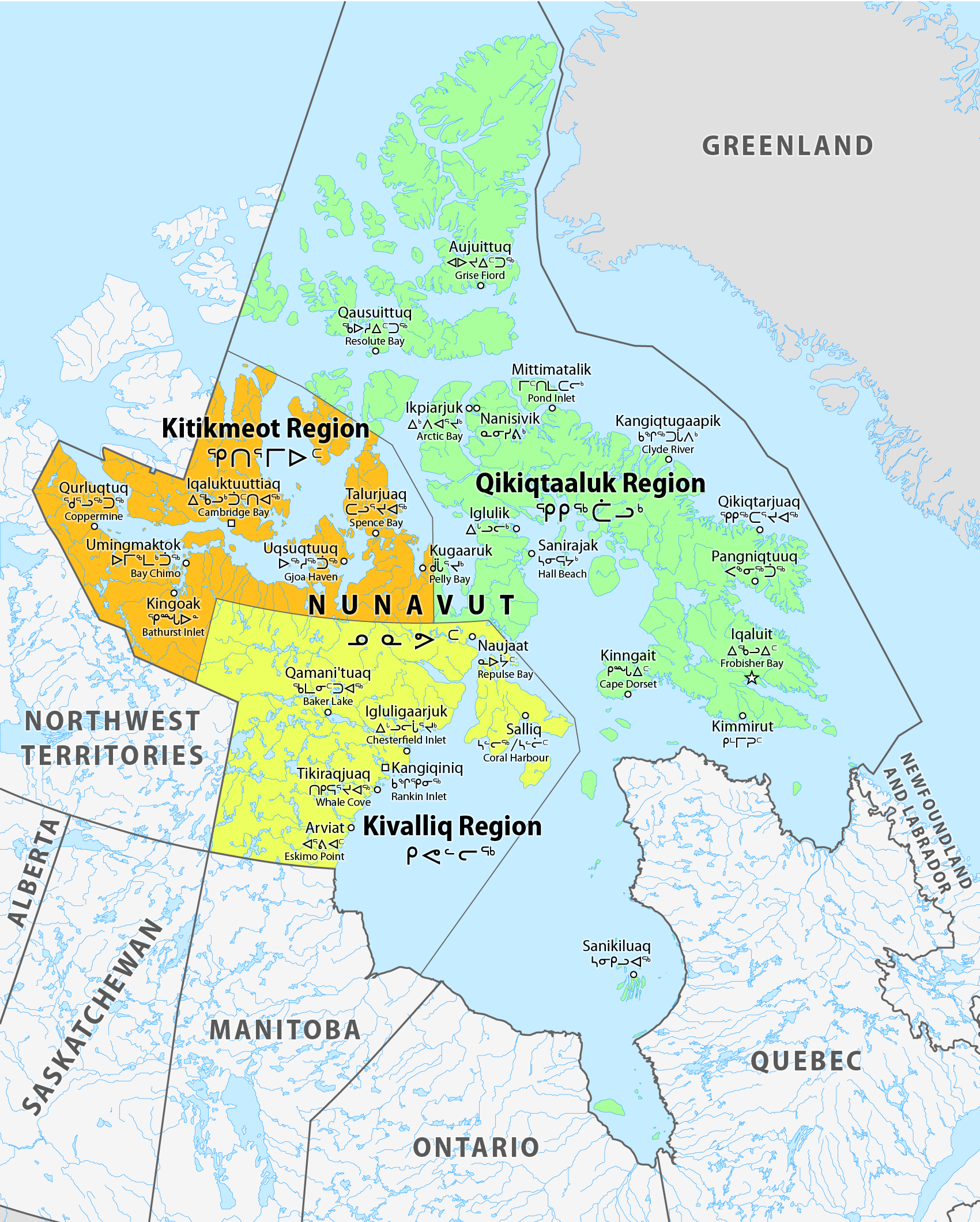
Nunavut-Regionen mit Gemeinden

Kivalliq Region (Inuktitut: ᑭᕙᓪᓕᖅ) ist eine administrative Region des kanadischen Territoriums Nunavut.
Sie besteht aus einem Festlandanteil westlich der Hudson Bay sowie den Inseln Southampton Island und Coats Island.
Verwaltungssitz ist das 2.842 Einwohner zählende Rankin Inlet.
Vor 1999 existierte die Kivalliq Region mit leicht veränderten Grenzen im Wesentlichen als Keewatin Region und war Teil der Nordwest-Territorien.
Obwohl der Name Kivalliq seit 1999 offiziell ist, wurde von Statistics Canada weiterhin das Gebiet in Veröffentlichungen wie dem Census als „Keewatin Region, Nunavut“ bezeichnet.

## Gemeinden
| Gemeinde           | Inuktitut     | Inuktitut- Silbenschrift | Fläche (km²) | Bevölkerung (Zensus 2016) | Koordinaten                  |
| ------------------ | ------------- | ------------------------ | ------------ | ------------------------- | ---------------------------- |
| Eskimo Point       | Arviat        | ᐊᕐᕕᐊᑦ                    | 132,07       | 2.657                     | 61° 6′ 29″ N, 94° 3′ 25″ W   |
| Baker Lake         | Qamanittuaq   | ᖃᒪᓂᑦᑐᐊᖅ                  | 182,22       | 2.069                     | 64° 19′ 5″ N, 96° 1′ 3″ W    |
| Chesterfield Inlet | Igluligaarjuk | ᐃᒡᓗᓕᒑᕐᔪᒃ                 | 141,10       | 437                       | 63° 20′ 27″ N, 90° 42′ 22″ W |
| Coral Harbour      | Salliq        | ᓴᓪᓕᖅ/ᓴᓪᓖᑦ                | 137,91       | 891                       | 64° 8′ 13″ N, 83° 9′ 51″ W   |
| Rankin Inlet       | Kangiqiniq    | ᑲᖏᕿᓂᖅ                    | 20,24        | 2.842                     | 62° 48′ 38″ N, 92° 5′ 9″ W   |
| Repulse Bay        | Naujaat       | ᓇᐅᔮᑦ                     | 424,27       | 1.082                     | 66° 31′ 19″ N, 86° 14′ 6″ W  |
| Whale Cove         | Tikiraqjuaq   | ᑎᑭᕋᕐᔪᐊᖅ                  | 283,66       | 435                       | 62° 10′ 22″ N, 92° 34′ 46″ W |
| unorganized 1      |               |                          | 443.299,63   | 0                         |                              |
| Keewatin           | Kivalliq      | ᑭᕙᓪᓕᖅ                    | 444,621.71   | 10.413                    |                              |

## Demographie
| Zensus | Region    | Region           | Nunavut   | Nunavut          |
| Zensus | Einwohner | Veränderung in % | Einwohner | Veränderung in % |
| ------ | --------- | ---------------- | --------- | ---------------- |
| 2016   | 10.413    | + 16,3           | 35.944    | + 12,7           |
| 2011   | 8.955     | + 7,3            | 29.474    | + 8,3            |
| 2006   | 8.348     | + 10,5           | 29.474    | + 10,2           |
| 2001   | 7.557     | + 10,0           | 26.745    | + 8,1            |
| 1996   | 6.868     | + 17,7           | 24.730    |                  |
| 1991   | 5.834     |                  |           |                  |

## Schutzgebiete
- Ukkusiksalik-Nationalpark
- Inuujarvik Territorial Park
- Iqalugaarjuup Nunanga Territorial Park
- Ovayok Territorial Park
- East Bay Migratory Bird Sanctuary
- Harry Gibbons Migratory Bird Sanctuary
- McConnell River Migratory Bird Sanctuary
- Thelon Wildlife Sanctuary
- Arvia'juaq National Historic Site
- Fall Caribou Crossing National Historic Site